# Copa Jujuy 2019
La Copa Jujuy 2019 fue organizada por el Gobierno de la Provincia, contó con la participación de 46 equipos.

## Objetivo y Organización
- A) Lograr la participación de clubes de distintos puntos de la provincia a través de las Ligas a la cual representan y que clubes representativos de nuestra región visiten, en competencia, estadios de localidades jujeñas.
- B) Beneficiar a los clubes de nuestra provincia con premios y las recaudaciones de los encuentros programados en el presente Torneo.

La organización del certamen estará a cargo del Gobierno de la Provincia en forma conjunta con la Federación Jujeña de Fútbol y las cinco Ligas de Fútbol de la Provincia: Liga Jujeña de Fútbol, Liga Regional Jujeña de Fútbol, Liga Departamental del Carmen, Liga del Ramal de Fútbol, Liga Puneña de Fútbol.

## Equipos participantes
En la Primera Fase participaron ocho (8) equipos de cada Liga, sumándose en la Segunda Fase los siguientes equipos: los equipos clasificados en el 
primer y segundo lugar para la Segunda Fase del Regional Federal Amateur 2019 (zona 1:Monterrico San Vicente – Asociación Atlética La Viña zona 2: Talleres (P) – Atlético San Pedro), uno del Federal A (Altos Hornos Zapla) y uno de la B Nacional (Gimnasia y Esgrima).

### Liga Jujeña
| Equipo                     | Ciudad                | Estadio                      | Aforo  |
| -------------------------- | --------------------- | ---------------------------- | ------ |
| Altos Hornos Zapla         | Palpalá               | Estadio Emilio Fabrizzi      | 20000  |
| Talleres de Perico         | Perico                | Estadio Doctor Plinio Zabala | 12.000 |
| Deportivo Luján            | San Salvador de Jujuy | La Tablada                   | 1000   |
| Los Perales                | San Salvador de Jujuy | La Tablada                   | 1000   |
| Gimnasia y Esgrima (Jujuy) | San Salvador de Jujuy | Estadio 23 de Agosto         | 23000  |
| General Lavalle            | San Salvador de Jujuy | Estadio Libero Bravo         | 1000   |
| Atlético Gorriti           | San Salvador de Jujuy | La Tablada                   | 1000   |
| El Cruce                   | San Salvador de Jujuy | La Tablada                   | 1000   |
| Atlético Cuyaya            | San Salvador de Jujuy | La Tablada                   | 1000   |
| Ciudad de Nieva            | San Salvador de Jujuy | La Tablada                   | 1000   |
| La Viña                    | San Salvador de Jujuy | La Tablada                   | 1000   |
| Atlético Palpalá           | Palpalá               | Estadio Santa Bárbara B      | 100    |

### Liga del Ramal
| Equipo                      | Ciudad             | Estadio                             | Aforo |
| --------------------------- | ------------------ | ----------------------------------- | ----- |
| Río Grande de La Mendieta   | La Mendieta        | Estadio Sin Nombre                  | 100   |
| Deportivo Parapeti          | La Esperanza       | Estadio Fernando Sembinelli         | 4000  |
| Independiente de San Pedro  | San Pedro de Jujuy | Estadio Fernando Sembinelli         | 4000  |
| Atlético El Polo            | San Pedro de Jujuy | Estadio Atlético San Pedro de Jujuy | 1400  |
| Sociedad de Tiro y Gimnasia | San Pedro de Jujuy | Estadio Atlético San Pedro de Jujuy | 1400  |
| Atlético Providencia        | San Pedro de Jujuy | Estadio Atlético San Pedro de Jujuy | 1400  |
| Atlético La Esperanza       | La Esperanza       | Estadio Fernando Sembinelli         | 4000  |
| Deportivo La Merced         |                    |                                     |       |
| Atlético San Pedro          | San Pedro de Jujuy | Estadio Atlético San Pedro de Jujuy | 1400  |

### Liga Puneña
| Equipo                                                      | Ciudad                 | Estadio                                         | Aforo |
| ----------------------------------------------------------- | ---------------------- | ----------------------------------------------- | ----- |
| Santa Catalina                                              | Santa Catalina (Jujuy) |                                                 |       |
| Sportivo San Cayetano                                       | La Quiaca              | Estadio Centro de Alto Rendimiento de La Quiaca | 800   |
| Archivo:Rojo Negro Blanco (Chacarita).png Sportivo Libertad | La Quiaca              | Estadio Centro de Alto Rendimiento de La Quiaca | 800   |
| Racing de Ojo de Agua                                       | Ojo de Agua (Jujuy)    |                                                 |       |
| Sportivo San Salvador (LQ)                                  | La Quiaca              | Estadio Centro de Alto Rendimiento de La Quiaca | 800   |
| Inter                                                       | La Quiaca              | Estadio Centro de Alto Rendimiento de La Quiaca | 800   |
| Gimnasia y Tiro de Yavi                                     | Yavi                   |                                                 |       |
| Sportivo Gardelitos                                         | La Quiaca              | Estadio Centro de Alto Rendimiento de La Quiaca | 800   |

### Liga Departamental
| Equipo | Ciudad | Estadio | Aforo |
| ------ | ------ | ------- | ----- |
|        |        |         |       |
|        |        |         |       |
|        |        |         |       |
|        |        |         |       |
|        |        |         |       |
|        |        |         |       |
|        |        |         |       |
|        |        |         |       |
|        |        |         |       |

### Liga Regional (Libertador General San Martín)
| Equipo | Ciudad | Estadio | Aforo |
| ------ | ------ | ------- | ----- |
|        |        |         |       |
|        |        |         |       |
|        |        |         |       |
|        |        |         |       |
|        |        |         |       |
|        |        |         |       |
|        |        |         |       |
|        |        |         |       |

### Estadios
El club local deberá disponer, del 50% de la capacidad de tribunas populares para la parcialidad visitante. Las Ligas serán las únicas responsables de que 
los estadios no sean disminuidos en su capacidad o que sufran modificaciones o inconvenientes antes o durante la disputa del certamen que impidan el normal desarrollo de los encuentros programados.

### Programación
Las Ligas y sus clubes representantes, salvo comunicación en contrario, se ajustarán a la programación y fechas obrantes en el PROGRAMA DE PARTIDOS emanado en el Anexo 1.

## Fase Final
|  | Octavos de final       | Octavos de final |   |  | Cuartos de final | Cuartos de final |  |  | Semifinales | Semifinales |  |  | Final         | Final         |
|  | A confirmar            | A confirmar      |   |  | A confirmar      | A confirmar      |  |  | A confirmar | A confirmar |  |  | 16 de octubre | 16 de octubre |
|  |                        |                  |   |  |                  |                  |  |  |             |             |  |  |               |               |
|  |                        |                  |   |  |                  |                  |  |  |             |             |  |  |               |               |
|  |                        |                  |   |  |                  |                  |  |  |             |             |  |  |               |               |
|  | G5 Departamental       |                  |   |  |                  |                  |  |  |             |             |  |  |               |               |
|  |                        |                  |   |  |                  |                  |  |  |             |             |  |  |               |               |
|  | Gimnasia y Esgrima (J) |                  |   |  |                  |                  |  |  |             |             |  |  |               |               |
|  |                        | -                |   |  |                  |                  |  |  |             |             |  |  |               |               |
|  |                        |                  |   |  |                  |                  |  |  |             |             |  |  |               |               |
|  |                        |                  | - |  |                  |                  |  |  |             |             |  |  |               |               |
|  | G5 Ramal               |                  |   |  |                  |                  |  |  |             |             |  |  |               |               |
|  |                        |                  |   |  |                  |                  |  |  |             |             |  |  |               |               |
|  | Altos Hornos Zapla     |                  |   |  |                  |                  |  |  |             |             |  |  |               |               |
|  |                        | -                |   |  |                  |                  |  |  |             |             |  |  |               |               |
|  |                        |                  |   |  |                  |                  |  |  |             |             |  |  |               |               |
|  |                        |                  | - |  |                  |                  |  |  |             |             |  |  |               |               |
|  | G6 Jujeña              |                  |   |  |                  |                  |  |  |             |             |  |  |               |               |
|  |                        |                  |   |  |                  |                  |  |  |             |             |  |  |               |               |
|  | Talleres (P)           |                  |   |  |                  |                  |  |  |             |             |  |  |               |               |
|  |                        | -                |   |  |                  |                  |  |  |             |             |  |  |               |               |
|  |                        |                  |   |  |                  |                  |  |  |             |             |  |  |               |               |
|  |                        |                  | - |  |                  |                  |  |  |             |             |  |  |               |               |
|  | G5 Regional            |                  |   |  |                  |                  |  |  |             |             |  |  |               |               |
|  |                        |                  |   |  |                  |                  |  |  |             |             |  |  |               |               |
|  | Monterrico San Vicente |                  |   |  |                  |                  |  |  |             |             |  |  |               |               |
|  |                        | -                |   |  |                  |                  |  |  |             |             |  |  |               |               |
|  |                        |                  |   |  |                  |                  |  |  |             |             |  |  |               |               |
|  |                        |                  | - |  |                  |                  |  |  |             |             |  |  |               |               |
|  | G5 Puneña              |                  |   |  |                  |                  |  |  |             |             |  |  |               |               |
|  |                        |                  |   |  |                  |                  |  |  |             |             |  |  |               |               |
|  | Atlético San Pedro     |                  |   |  |                  |                  |  |  |             |             |  |  |               |               |
|  |                        | -                |   |  |                  |                  |  |  |             |             |  |  |               |               |
|  |                        |                  |   |  |                  |                  |  |  |             |             |  |  |               |               |
|  |                        |                  | - |  |                  |                  |  |  |             |             |  |  |               |               |
|  | G6 Ramal               |                  |   |  |                  |                  |  |  |             |             |  |  |               |               |
|  |                        |                  |   |  |                  |                  |  |  |             |             |  |  |               |               |
|  | G6 Puneña              |                  |   |  |                  |                  |  |  |             |             |  |  |               |               |
|  |                        | -                |   |  |                  |                  |  |  |             |             |  |  |               |               |
|  |                        |                  |   |  |                  |                  |  |  |             |             |  |  |               |               |
|  |                        |                  | - |  |                  |                  |  |  |             |             |  |  |               |               |
|  | G6 Departamental       |                  |   |  |                  |                  |  |  |             |             |  |  |               |               |
|  |                        |                  |   |  |                  |                  |  |  |             |             |  |  |               |               |
|  | G5 Jujeña              |                  |   |  |                  |                  |  |  |             |             |  |  |               |               |
|  |                        | -                |   |  |                  |                  |  |  |             |             |  |  |               |               |
|  |                        |                  |   |  |                  |                  |  |  |             |             |  |  |               |               |
|  |                        |                  | - |  |                  |                  |  |  |             |             |  |  |               |               |
|  | G6 Regional            |                  |   |  |                  |                  |  |  |             |             |  |  |               |               |
|  |                        |                  |   |  |                  |                  |  |  |             |             |  |  |               |               |
|  | Atlética La Viña       |                  |   |  |                  |                  |  |  |             |             |  |  |               |               |
|  |                        |                  |   |  |                  |                  |  |  |             |             |  |  |               |               |

### Octavos de final
Esta fase la disputaron los 16 ganadores de los dieciseisavos de final. Se enfrentaron a partido único y clasificaron 8 a los cuartos de final.
| Fecha        | Estadio | Equipo 1         | Resultado | Equipo 2               |
| ------------ | ------- | ---------------- | --------- | ---------------------- |
| 10 de julio  |         | G5 Departamental | 1         | Gimnasia y Esgrima (J) |
| 17 de julio  |         | G5 Ramal         | 2         | Altos Hornos Zapla     |
| 24 de julio  |         | G6 Jujeña        | 3         | Talleres (P)           |
| 31 de julio  |         | G5 Regional      | 4         | Monterrico San Vicente |
| 7 de agosto  |         | G5 Puneña        | 5         | Atlético San Pedro     |
| 14 de agosto |         | G6 Ramal         | 6         | G6 Puneña              |
| 21 de agosto |         | G6 Departamental | 7         | G5 Jujeña              |
| 28 de agosto |         | G6 Regional      | 8         | Atlética La Viña       |

### Cuartos de final
Esta fase la disputaron los 8 ganadores de los octavos de final. Entre el 4 y el 25 de septiembre se enfrentaron a partido único y clasificaron 4 a las semifinales.
| Fecha            | Estadio | Equipo 1  | Resultado | Equipo 2  |
| ---------------- | ------- | --------- | --------- | --------- |
| 4 de septiembre  |         | Ganador 1 | 1         | Ganador 2 |
| 11 de septiembre |         | Ganador 3 | 2         | Ganador 4 |
| 18 de septiembre |         | Ganador 5 | 3         | Ganador 6 |
| 25 de septiembre |         | Ganador 7 | 4         | Ganador 8 |

### Semifinal
Esta fase la disputaron los 4 ganadores de los cuartos de final. Entre el 2 y el 10 de octubre se enfrentaron a partido único y clasificaron 2 a la final.
| Fecha        | Estadio | Equipo 1  | Resultado | Equipo 2  |
| ------------ | ------- | --------- | --------- | --------- |
| 2 de octubre |         | Ganador 1 | 1         | Ganador 2 |
| 9 de octubre |         | Ganador 3 | 2         | Ganador 4 |

### Final
La final la disputaron los 2 ganadores de las semifinales. El 16 de octubre
| Fecha         | Estadio | Equipo 1          | Resultado | Equipo 2           |
| ------------- | ------- | ----------------- | --------- | ------------------ |
| 16 de octubre |         | Atlético Talleres |           | Atlético San Pedro |

| Campeón Talleres de Perico |